# Avraam Tkaci
Avraam Tkaci (în idiș ‏‏‏אַבֿרהם טקאַטש, transliterat Avrom Tkach, în rusă Аврум Ткач; n. 23 mai 1895, Edineț, Imperiul Rus – d. 4 octombrie 1961, Buenos Aires, Argentina) a fost un evreu basarabean, profesor, scriitor și editor argentinian. 

## Biografie
S-a născut în târgul Edineț (acum oraș și centru raional din Republica Moldova) din ținutul Hotin, gubernia Basarabia a Imperiului Rus, în familia unui profesor de limba rusă care era prieten cu scriitorul Iehuda Steinberg. A studiat la heder și cu un profesor privat. La sfârșitul anului 1909, familia a emigrat în Argentina, mai întâi într-o colonie agricolă evreiască, apoi la Buenos Aires, unde Avrum a absolvit liceul și, ulterior, trei ani de facultate de medicină la Universitatea din Buenos Aires.
A lucrat ca profesor de idiș și ebraică în școlile din oraș. A devenit cofondator al Seminarului profesorilor evrei, unde a predat un curs de idiș și literatură în această limbă. A condus Departamentul de Educație al Comunității Evreiești din Buenos Aires și a fost membru al consiliului comunitar al orașului.
Ca scriitor, a debutat în 1923 cu povești pentru copii și proză plină de umor în revista de benzi desenate Penemer un penemleh („Fețe și iar fețe”), ulterior a fost editorul acestei reviste. A publicat în Far Groys un Klein („Pentru mari și mici”), Undzer dertsiung („Educația noastră”), Argentiner Lebn („Viața argentiniană”), Argentiner Magazine („Magazinul argentinian”), Di naye tsayt („Noul timp”) și alte periodice ale țară în idiș. A scris numeroase manuale retipărite, materiale didactice și materiale didactice pentru școlile evreiești secundare cu predare în idiș, inclusiv de istorie, geografie, limba și literatura ebraică și antologie pentru lectură. A publicat broșuri școlare la teme ca: „Purim”, „Pesah”, Oyfshtand in di getos („Răscoală în ghetou”), Yom hatsmoes („Ziua Independenței”), Leg-boymer, Shvues, Di dray vokhn („Trei săptămâni”), Avrom Reyzen și Sholem Aleykhem, precum și materiale ilustrate de perete Shtamboim fun folk isroel („arborele genealogic al poporul Israel”).
Din 1955 a fost redactor la revista pedagogică Undzer dertsiung publicată de seminarul profesorilor. Timp de mulți ani a ocupat funcția de director al Școlii Evreiești Secundare din Buenos Aires, numită după Theodor Herzl.
A murit în octombrie 1961 la Buenos Aires.